# 諾特縣 (肯塔基州)
諾特县（英語：Knott County）是位於美國肯塔基州東部的一個縣。面積914平方公里。根據美國2000年人口普查，共有人口17,649人。縣治海恩德曼 （Hindman）。
成立於1884年4月5日。縣名紀念聯邦眾議員、第二十九任州長詹姆斯·P·諾特 （James Proctor Knott）。